# Dobravica pri Velikem Gabru
Dobravica pri Velikem Gabru este o localitate din comuna Trebnje, Slovenia, cu o populație de 17 locuitori.